# Arabian Nights (Magic)
Arabian Nights è il primo set di espansione del gioco di carte collezionabili Magic: l'Adunanza. Pubblicato il 17 dicembre del 1993, Arabian Nights è un set indipendente e non fa parte di alcun blocco tematico.

## Ambientazione
Per la prima ed unica volta, viene scelta un'ambientazione effettivamente esistente: quella delle Mille e una notte. A seguito di alcune polemiche legate alla citazione di brani del Corano, per evitare in futuro di offendere la sensibilità di alcuno o di violare le leggi sui diritti d'autore, dalla seconda espansione in poi (Antiquities) la Wizards of the Coast decise di utilizzare solo ambientazioni di fantasia o con vaghi richiami a culture esistenti (ad esempio i due cicli Mirage e Kamigawa, ispirati rispettivamente a miti africani e alla cultura giapponese).

## Caratteristiche
Arabian Nights è composta da 78 carte, stampate a bordo nero, così ripartite:
- per colore: 11 bianche, 11 blu, 11 nere, 11 rosse, 11 verdi, 14 incolori, 9 terre.
- per rarità: 51 non comuni, 26 comuni, 1 terra base.

Il simbolo dell'espansione è una scimitarra, e si presenta in bianco e nero indipendentemente dalla rarità delle carte. Arabian Nights è stata stampata solo in lingua inglese. Alcune carte in italiano e con il simbolo della scimitarra sono tuttavia presenti nell'espansione italiana Rinascimento (quelle invece a bordo bianco, ma in inglese, fanno parte dell'espansione Chronicles).
Arabian Nights era disponibile in bustine da 8 carte assortite casualmente (2 non comuni e 6 comuni). Per un problema di stampa, 14 carte comuni vennero stampate in due versioni diverse: ai fini del collezionismo dunque si considera la serie composta di 92 carte. Le carte in questione sono:
- Armata di Allah
- Fanciulla Alata
- Predoni di Erg
- Unguento di Fegato di Pesce
- Testuggine Gigante
- Orchessa di Hasran
- Cavalleria Moresca
- Aspide di Naf
- Oubliette
- Devozione
- Uovo di Rukh
- Elefante da Guerra
- Lupo di Wyluli
- Stone-Throwing Devils

Questa espansione è l'ultimo prodotto di Magic: l'Adunanza sviluppato personalmente da Richard Garfield, inventore del gioco, il quale dalla seconda espansione in poi ha ricoperto solo il ruolo di supervisore.
In un primo momento si era deciso di stampare le carte con un dorso differente, simile per grafica a quello della serie base ma colorato sui toni del viola, e di ristampare le terre base (essenziali per le dinamiche del gioco) con lo scopo di proporre la serie come un gioco indipendente. Al momento di andare in stampa venne però utilizzato lo stesso dorso in modo da consentire ai giocatori di poter giocare nello stesso mazzo tanto le carte della serie base quanto quelle dell'espansione e si rinunciò alla ristampa delle terre base; l'unica carta terra base che per errore non venne rimossa dai fogli di stampa definitivi è la Montagna. Mentre l'idea di produrre espansioni giocabili indipendentemente è stata ripresa più volte, a partire dalla serie Era Glaciale, il dorso delle carte è rimasto sempre uguale per consentire l'uso di carte di diverse espansioni nello stesso mazzo. Nel set l'unica carta già stampata nella serie base è quindi proprio la Montagna, che per l'appunto è anche l'unica terra base dell'espansione.

## Novità
L'espansione non introduce nel gioco nuove regole o abilità, ma ci sono comunque alcune novità: per la prima volta alcune carte richiedono il lancio di una moneta, una meccanica che aumenta l'incidenza del caso nel gioco e per questo molto criticata, per la prima volta delle terre hanno abilità che non sono abilità di mana, e inoltre vengono presentati nuovi tipi di creatura che avranno molto successo nel futuro del gioco, come i genii o gli efreet.